# لدا گلوریا
لدا گلوریا (ایتالیایی: Leda Gloria؛ ‏ ۳۰ اوت ۱۹۰۸ – ۱۶ مارس ۱۹۹۷) هنرپیشه اهل ایتالیا بود.
از فیلم‌هایی که وی در آن نقش داشته‌است، می‌توان به ماه نو، پالیو، آسیاب رودخانه پو، سه آرزو، کلاه سه‌گوش، دن کامیلو: عالی‌جناب، دن کامیلو و عالی‌جناب پپونه و در پارک اتفاق افتاد اشاره کرد.